# Konrad Poprawa
Konrad Poprawa (ur. 4 czerwca 1998 w Łodzi) – polski piłkarz, grający na pozycji obrońcy. Zawodnik Śląska Wrocław.